# Ligne de Gênes à Casella
Pour les articles homonymes, voir FGC.
La ligne de Gênes à Casella ou Ferrovia Genova Casella (FGC) est une petite ligne ferroviaire italienne qui assure la liaison Gênes - Casella, localité distante de 25 kilomètres dans l'arrière-pays du chef-lieu ligure.
Effectuant onze aller-retours de trains par jour, elle transporte environ 250 000 voyageurs par an. En novembre 2013, à la suite du retrait de l'autorisation d'exploitation par le Ministère des Transports, la ligne est fermée pour des travaux de rénovation de l'infrastructure touchant particulièrement les ouvrages d'art. Des bus de substitutions ont alors été mis en place. Le 21 mai 2016, après les travaux, la ligne est rouverte officiellement.

## La ligne
La ligne électrifiée à voie étroite (écartement métrique), totalement électrifiée en courant continu à 2400 V (tension portée par la suite à 3000 V - norme FS) et à forte pente, fut mise en service en 1929. Elle part de la gare de Gênes-piazza Manin et suit un parcours totalement montagneux qui traverse trois vallées différentes : Val Bisagno, Val Polcevera et Valle Scrivia. Elle touche également de façon marginale le Val Trebbia. Les rampes maximum atteignent 45 pour mille.
Le profil en long est le suivant : partant de l'altitude de 93 mètres en gare de Gênes-piazza Manin, on passe en neuf kilomètres à 364 mètres dans la localité de Trensasco, pour atteindre 410 mètres au terminus de Casella-Paese après avoir franchi la ligne de partage des eaux de Crocetta d'Orero, à 458 mètres, point culminant de la ligne. Aux trois quarts du parcours environ, la ligne traverse la commune de Sant'Olcese.

## Gestion
Depuis 1949 sous le régime de la gestion gouvernementale « commissariale » sous l'égide du ministère des Transports, elle est gérée depuis  2002 par une société contrôlée par la région de Ligurie. C'est l'une des rares lignes ferroviaires en site propre qui n'ait pas été comprise dans l'unification du réseau intervenue au cours du XXe siècle (en particulier dans les années soixante). 

La raison de son maintien est due principalement à l'absence de liaison alternative pour relier Gênes à Casella. 
Il existe des projets de prolongement de la ligne depuis la gare de Gênes-piazza Manin - non loin du castello Mackenzie - jusqu'à la gare de Gênes-Brignole. 
Est également à l'étude un allongement du parcours qui intéresse le quartier de Begato, au-dessus de Rivarolo, de manière à relier - comme une sorte de métro léger qui complète l'actuel métro de Gênes - la circonscription occidentale avec le centre-ville.
Sous réserve de réservation, il est possible d'affréter des convois entiers pour des mariages ou pour le transport de vélos, ainsi que pour des groupes importants.
Le tracé longe - sur le versant du Val Bisagno - la ligne de fortifications qui fait partie du groupe oriental des forts et des murailles de Gênes d'époque médiévale.
Pendant la dernière guerre, la ligne fut très utilisée par la nombreuse population génoise repliée dans les localités de l'arrière-pays à cause des bombardements qui touchaient la ville.

## Chronologie

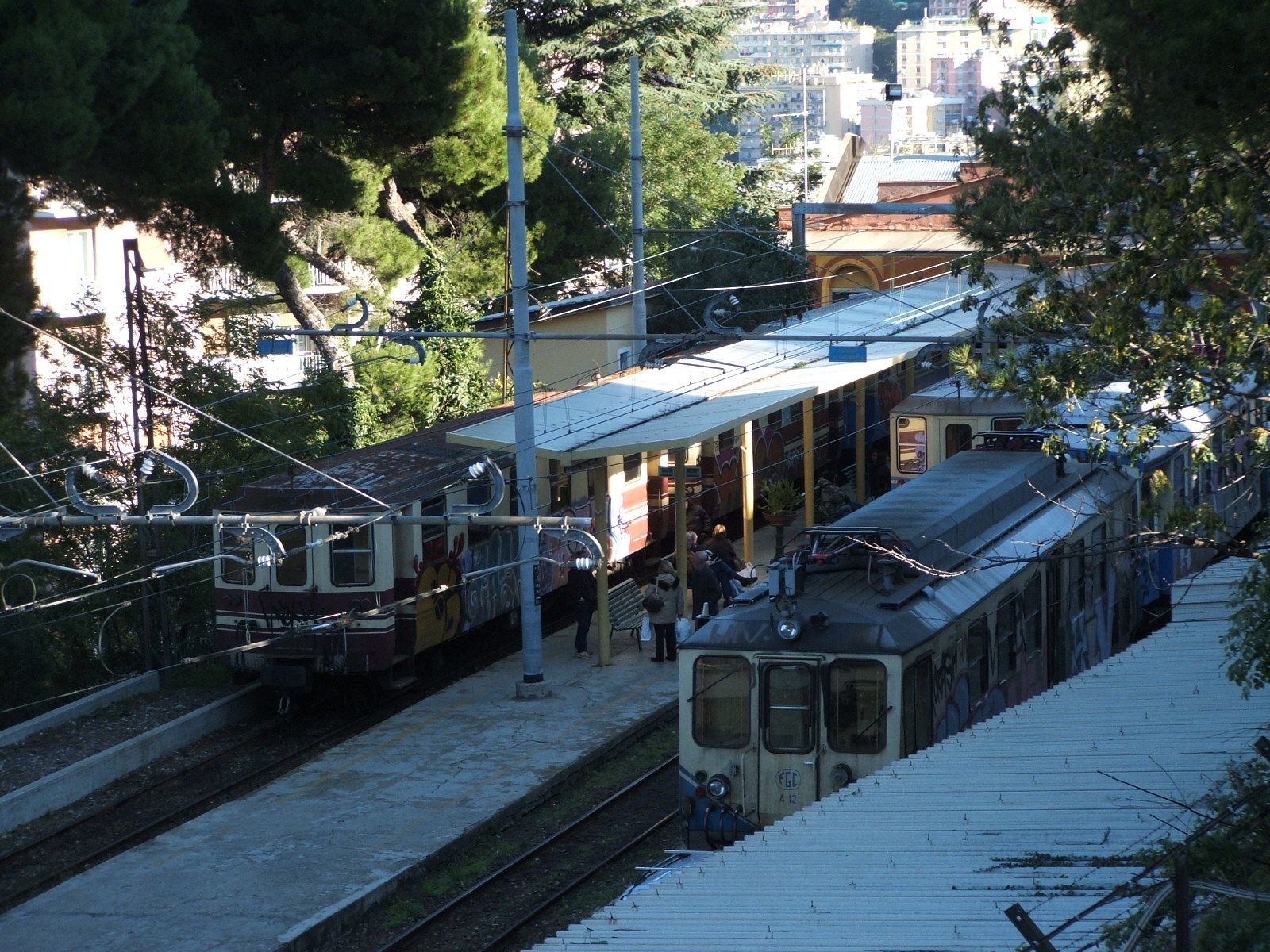
Gare de Gênes-Piazza Manin

- 1915 : les premiers projets se concrétisent par une convention en faveur de la société ferrovie elettriche liguri, créée spécialement dans ce but. La survenue de la Première Guerre mondiale impose un arrêt des travaux de réalisation de la ligne ferroviaire
- 1922 : la société Ernesto Breda s'adjuge l'appel d'offres pour la construction de la ligne aérienne (caténaire), du matériel roulant et de la sous-station électrique. Les travaux commencent.
- 24 juin 1929 : ouverture de la ligne, le parcours d'essai est effectué à l'aide d'une locomotive à vapeur.
- 1er septembre 1929: ouverture de la ligne au public.
- 1930 : achèvement à Casella du pont sur le torrent Scrivia.
- 1949 : la ligne passe en gestion gouvernementale commissariale.
- 1953 : prolongement en retour, et entièrement en chaussée routière, de  la ligne entre l'ancienne et la nouvelle gare tête de ligne.
- 1975 : réalisation d'une opération de renouvellement de l'armement de la voie à l'aide de rails de 36 kg au mètre au lieu des rails de 27 kg d'origine.
- 1980 : élargissement du pont sur la Scrivia et déplacement en site propre du dernier tronçon de la ligne.
- 1991 : la ligne est électrifiée à 3000 V cc.
- 2014 : à la suite d'inondations, la ligne est fermée pour des travaux, des bus de substitutions sont mis en place.
- 21 mai 2016 : L'exploitation reprend[2].

## Matériel roulant

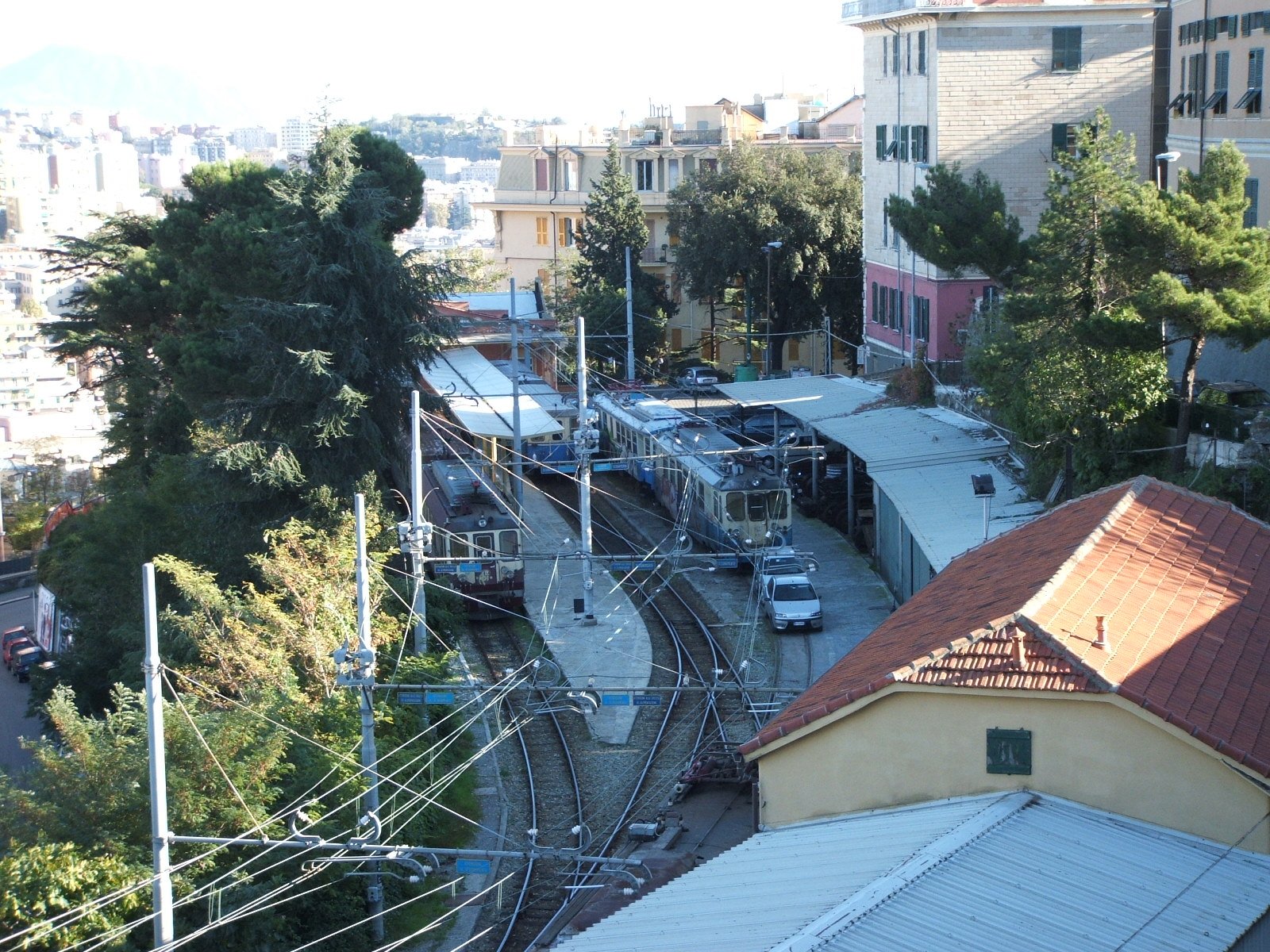
Gare de Gênes-Piazza Manin

Le matériel moteur est désigné par les sigles suivants : 
- EM (automotrice électrique)
- L o B (locomotive électrique)
- D (locomotive diesel)
- D1 : année de construction 1964. Provenance : DB (ligne Mosbach-Mudau (de))
- L 28-29 : année de construction 1924. Provenance : Ferrovia Appennino-Adriatica (ligne Sangritana (it))
- B51-B52 : année de construction 1963. Provenance : ligne du Val di Fiemme (it) (Ora-Predazzo)
- EM A1-A3 : année de construction 1929. Provenance : Ferrovia della Val di Fiemme (Ora-Predazzo).
- EM A4-A7 : année de construction 1926. Provenance : ligne Spolète-Norcia (it) où elles furent entièrement reconstruites en 1957.
- EM A8-A10 : année de construction 1993. Construites en réutilisant des composants issus des B51-B52 et A3.
- EM A11-A12 : année de construction 1998.

## Liste des gares
- Gênes/Genova - Piazza Manin (tête de ligne), km 0.0, 93 m
- San Pantaleo, km 1.2, 127 m
- Sant'Antonino, km 2.9, 190 m
- Cappuccio, km 5.0, 272 m
- Poggino (sans service), km 6.7, ??? m
- Trensasco, km 9.0, 370 m
- Campi, km 9.5, 364 m
- Pino, km 10.0, 360 m
- Torrazza, km 10.7, 338 m
- Sardorella, km 12.2, 303 m
- Vicomorasso, km 14.3, 297 m
- Sant'Olcese Chiesa, km 15.4, 335 m
- Sant'Olcese Tullo, km 16.6, 390 m
- Busalletta, km 18.8, 456 m
- Molinetti, km 19.0, 440 m
- Niusci, km 20.6, 452 m
- Fermata, km ??.?, ??? m
- Crocetta (sans service), km 21.9, 458 m
- Crocetta Canova, km 22.0, 456 m
- Casella Deposito, km 23.1, 408 m
- Casella Paese (terminus), km 24.3, ca. 400 m